# 山之内すず
山之内 すず（やまのうち すず、2001年（平成13年）10月3日 - ）は、日本のタレント、女優、ファッションモデル。
INCUBATION（インキュベーション）所属。愛称は、すずちゃん。
兵庫県神戸市須磨区出身。本名同じ。

## 略歴
2018年4月ごろから関西にてサロンモデルを始め、撮影した写真をInstagramに投稿していたところ、写真を目にして神戸を訪れたスタッフからスカウトされて8月にモデル事務所INCUBATION（インキュベーション）に所属し、同年夏からモデルとして芸能活動を開始する。動画共有アプリ「TikTok」でフォロワーが半年間に約16万人に急増するなど人気を博す。
2019年1月からAbemaTVの恋愛リアリティ番組シリーズ第5弾『白雪とオオカミくんには騙されない♥』に出演し、本格デビューとなる同作でショートカットで透明感のある中性的な顔立ち、関西弁の元気なキャラクターにより注目を集め、SNSのフォロワー数を増やし中高生の間で人気となる。
2019年春に上京。3月開設のYouTube番組『超十代チャンネル』にレギュラー出演し、7月には『林先生の初耳学』（MBS/TBS）で地上波番組に初出演。また、「南部九州総体 2019」公式応援ソング「あなたらしく輝いて」の歌唱を担当し、「TGC teen 2019 Summer」でランウェイに立つ。秋にはMOOSIC LAB 2019長編部門作品『ゆうなぎ』（常間地裕監督）で映画に初出演。
以降も『しくじり先生 俺みたいになるな!!』（テレビ朝日）、『サンデージャポン』（TBS）、『行列のできる法律相談所』（日本テレビ）など地上波のバラエティ番組に出演して話題を呼び、TikTok、Instagram、Twitterの総フォロワー数が約80万人を数えるなど、「Z世代」と称されるデジタルネイティブの10代の若年層で絶大な人気と知名度を誇る10代を代表する「ティーンのカリスマ」として発言する機会も増える。
2020年にはPayPayなどのCM出演により『2020年早春 TV-CM 急上昇 タレントランキング』で女性部門3位にランクインし、4月から6月にかけて『ヒルナンデス!』（日本テレビ）で水曜シーズンレギュラーを務める。また、オーディションを経て11月公開の映画『人狼ゲーム デスゲームの運営人』に出演し、本格的に演技に挑戦する。
2021年5月7日、公式YouTubeチャンネル「山之内之家（やまのうちのうち）｜山之内すず」を開設し、質問コーナー、踊ってみた、料理など山之内が好きなことを中心に動画を投稿している。

## 人物
- 身長は163cm、体重は非公表だがりんご170個分だと語る[27]。スリーサイズはB76cm、W56cm、H81cm。靴のサイズは24.0cm[1]。
- 趣味は料理、歌うこと、喋ること[1]。
- 散歩が好きで、3日かけて下北沢から箱根まで90キロを歩いたことがある[28]。
- 特技はTikTok、編み物、ダンス[1]。
- 将来は芝居の道に進みたいと語る[7][8]。
- 母の旧姓が「波々伯部」（ほうかべ）といい、山之内自身は中学校に進学してから母の旧姓の漢字と読み方を調べて知り、「こんな名字あるんや」と驚いたという[29]。ちなみに「（母の旧姓を）ちゃんと読めた人を見たことがない」と語っている[29]。
- 兄がいる[30]。
- 実家で犬を飼っている。
- 2021年8月18日放送の『突然ですが占ってもいいですか?』（フジテレビ）の中で複雑な家庭環境について明らかにし、「明るく元気な子」という求められるイメージとのギャップについての苦悩を語った[31][32]。
- 2022年5月26日放送のダウンタウンDX（日本テレビ）にて、本名の山之内すずで活動し始めた事を後悔しており、『すず』という名前が人気女優の広瀬すずと同じである事から比較されたり批判を受けるなどしたという。また、本名であるが故に病院等に行って名前を呼ばれるとSNSに書き込まれ、生活圏がバレる可能性があることから遠くの病院に行かなければならないと語っている。
- 缶チューハイが大好きで毎日飲むほど愛飲している[33]。

## 出演

### テレビ番組
- ヒルナンデス!（2020年4月8日 - 6月24日、[注 1]、日本テレビ）- 水曜シーズンレギュラー[16][17][18]
- スポーツを止めるな（2020年11月1日 - 2021年9月24日 、TBS）- ナレーション[34]
- スッキリ（2020年6月16日 - 30日、日本テレビ）-  6月マンスリーMC
- ぼくドコ（2021年4月5日 - 、NHK Eテレ） ※子ども向けSDGs番組シリーズ「ひろがれ!いろとりどり」枠（2021年5月からは毎月第2週月曜日）[35]
- ごぶごぶ（2022年5月31日、毎日放送）- 相方ゲスト
- ごきげんライフスタイル よ〜いドン!（関西テレビ）
  - 「となりの人間国宝さん」（2023年4月5日 - ）- 水曜放送分のロケを伊原六花と2週交代で担当、担当ロケ放送日にスタジオ出演する。初回出演となった2023年4月5日の放送では、スタジオで伊原と共演した[注 2][36][37]。
- 種から植えるTV（2022年4月17日〜24日、6月26日〜7月10日、11月13日〜20日、2023年6月25日〜7月2日、2024年1月21日、テレビ東京）- タネウエ仲間
- 3か月でマスターする絵を描く（2025年4月2日 - 、NHK Eテレ）[38][39][40]

### 配信番組
- 白雪とオオカミくんには騙されない♥（2019年1月13日 - 3月31日 、AbemaTV）[9][10]
- 超十代チャンネル［ULTRA TEENS Channel］（2019年3月 - 2021年2月、YouTube）[41]
- Color of Love（2019年、YouTube）[42]
- #渋谷オルガン坂生徒会（2019年10月 - 、DHCテレビ）
- 主役の椅子はオレの椅子（2020年9月16日 - 12月23日、ABEMA）- ゲストMC[43]
- 悪魔とラブソング（2021年6月19日 - 、Hulu）- 甲坂友世 役[44][45]

### テレビドラマ
- 愛媛朝日テレビ開局25周年オリジナルドラマ「ニーハムの旅」（2020年3月9日、愛媛朝日テレビ）- 美鈴 役[46][47][48]
- オー!マイ・ボス!恋は別冊で（2021年1月12日 - 3月16日、TBS）- 鈴木多未 役[49]
- お茶にごす 第9服（2021年12月3日、テレビ東京）- 若菜 役
- 何かおかしい 第2話・第4話（2022年6月8日・22日、テレビ東京）- 山之内すず（本人）役[50]
  - 何かおかしい2 第11話（2023年6月14日）[51]
- ばかやろうのキス（2022年8月6日 - 9月3日、日本テレビ）- 鈴花 役
- 束の間の一花（2022年10月18日 - 12月20日、日本テレビ）- 清水かおり 役[52]
- 超人間要塞ヒロシ戦記（2023年2月13日 - 3月16日、NHK総合）- 雅しずか 役[53]
- ソロ活女子のススメ3 第5話（2023年5月4日、テレビ東京）- 女性一人客 役[54]
- 何曜日に生まれたの 第8話（2023年10月1日、朝日放送テレビ） - 熱狂的ファン 役[55]

### 映画
- ゆうなぎ（2019年、MOOSIC LAB）- 高橋七海 役[56]
  - 改題『この日々が凪いだら』[57]
- 人狼ゲーム デスゲームの運営人（2020年11月13日、AMGエンタテインメント）- 末吉萌々香 役[19][20]
- 藍に響け（2021年5月21日公開、イオンエンターテイメント）- 錦戸亜莉栖 役[58]
- 港に灯（ひ）がともる（2025年1月17日公開、太秦） - 綾部寿美花 役[59][60]

### シネマ小説
- #インフルエンサーキルド（2020年1月24日、peep）- リカ 役[61]

### ラジオ番組
- イマドキッ（2020年6月16日 - 、MBSラジオ）
- すずの音 〜私に見えるもの、あなたに聞こえること〜（2020年12月3日 - 2021年3月25日、MBSラジオ、Radiotalk）[62]
- 『SCHOOL OF LOCK!』内「山之内すずのGIRLS LOCKS!」（2021年4月5日 - 2022年3月10日、TOKYO FM・JFN）

### CM
- Zoff Zoff SMART 「かけてる感じしない篇」（2019年2月 - ）[63]
- Indeed 「バイト探しはIndeed すず あいり まる」篇（2019年7月 - 、AbemaTV）[64]
- カネボウ化粧品 KATE ラッシュフォーマー（クリア） WEB-CM『#こそテク 〜こっそりテクニックを、がんばる君へ。』 No.4「#つめピカレシート」（2019年8月 - ）[65]
- PayPay[66]
  - 「40%戻ってくる」篇（2020年2月）
  - WEB-CM「お店で踊ってみた!」チャレンジ（2020年2月）
  - 「ペイペイで家計がおトク!」篇（2020年3月）
  - 「ペイペイジャンボ（オンライン編）」（2020年6月）
  - NEXT PayPay ペイペイはお得で便利な機能たくさん！（2020年7月）
  - 「マイナポイントはペイペイで！」篇（2020年8月）
  - 「11月は超PayPay祭」篇（2020年11月）
  - 「いつも通りの正月をいつもとは違う方法で」篇 / 「お年玉もペイペイで送ろう」篇（2021年1月）
- 学校法人立志舎 「夢は終わらない2020篇」（2020年4月 - ）- イメージキャラクター[67]
- ミニストップ
  - タピオカプリン 「タピオカプリン 家族チャット篇」篇（2020年6月 - ）[68]
  - ハロハロ果実氷メロン 「ハロハロ果実氷メロン ハロハロパラパラ篇」篇（2020年7月 - ）[69][70]
- アップルオートネットワーク「わがままどんどん」[71]
  - 「わがままどんどん」編 (2021年1月 - )
  - 「わがままどんどん クルマ買取」編 (2021年1月 - )
  - 「わがままどんどん 中古車購入」編 (2021年1月 - )
  - 「わがままどんどん にらめっこ」編 (2021年1月 - )
- 日本赤十字社「はたちの献血」
  - 「献血チャンス到来」編、「今こそ必要」編 （2021年1月 - ）[72]
  - 「トライ! はたちの献血」編（2022年1月 - ）[73]
- ミュゼプラチナム（2021年3月 - 2022年3月28日 ）[74]
- エクストリーム「デジ樽登場」編（2021年8月）
- Meta「Meta Quest 2」（2022年11月 - ）[75]
- BOAT RACE振興会
  - 「アイ アム ア ボートレーサー」（2023年1月 - 12月）[76]
  - 「ボートレース だれもが躍動するスポーツ」（2024年1月 - ）[77]
- ユニバーサル・スタジオ・ジャパン「絶叫調! 〜人生には思いっきり叫ぶ日が必要だ。〜」（2024年4月 - ）[78]
- セカンドストリート「モノが活きると、暮らしも活きる。買取キャンペーン」篇（2024年9月 - ）[79]
- りそな銀行「春のまつりそな」（2025年3月 - ）[80]

### 広告
- 少年ジャンプ+（2019年3月 - 、集英社）
- スヌーピー体育祭実行委員会（2019年4月 - ）
- 京都きもの友禅 WEBアンバサダー（2020年12月 - ）[81]
- 宣伝会議 コピーライター養成講座ポスターモデル（2020年春）
- ワールドパーティー「Wpc.」コラボレーションビジュアルモデル（2021年）[82]
- ハイアールジャパンセールス 一日限定 広報部 新米広報担当（2022年1月20日）[83]

### イベント
- 超十代

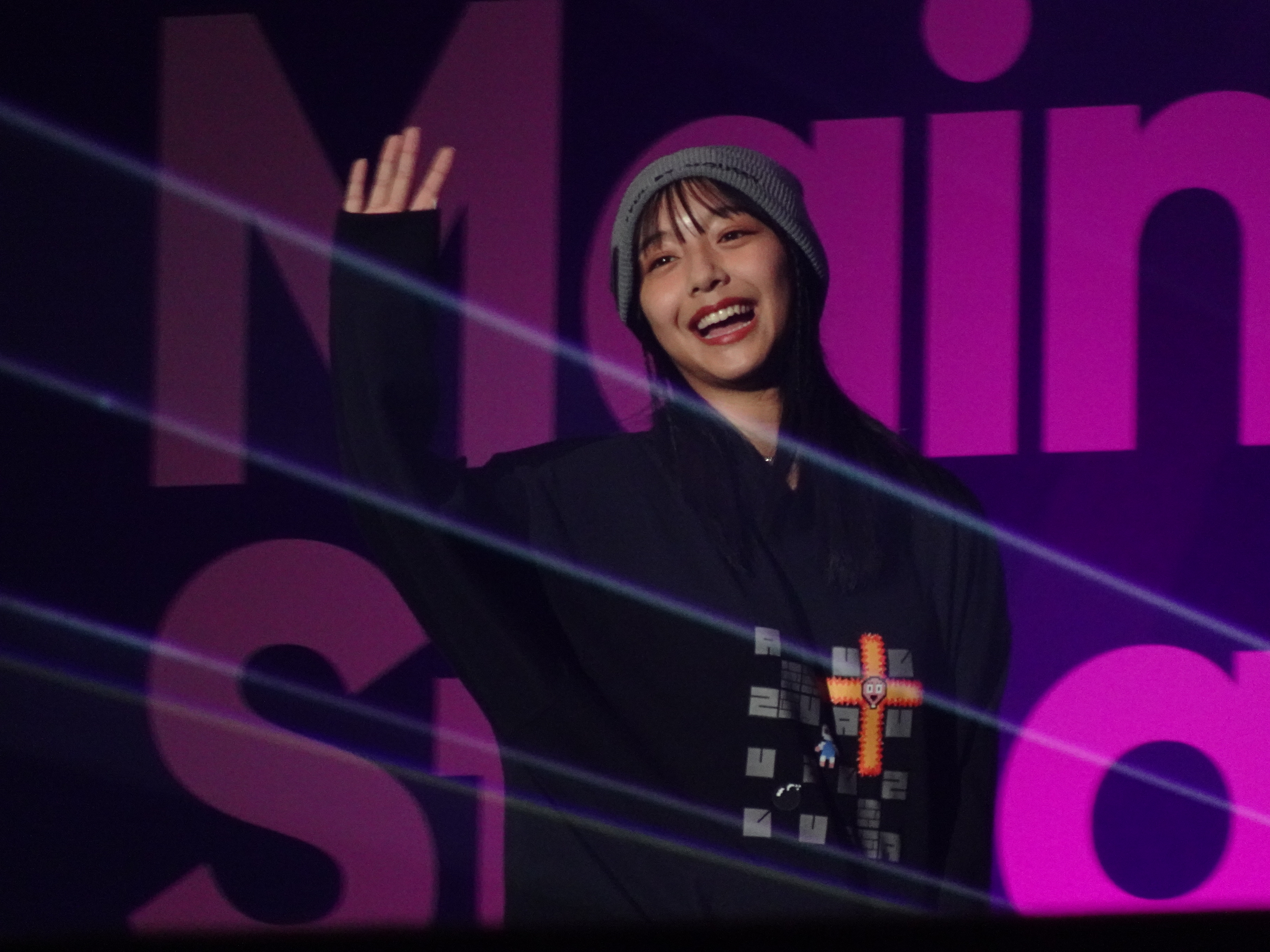
TGS2023×AZUL BY MOUSSY Fashion Showでの山之内すず(2023年9月23日)

  - 超十代 -ULTRA TEENS FES- 2019（2019年3月26日）
  - 超十代 presents 〜超夏休み2019〜（2019年8月8日）[84]
  - 超十代2020 デジタル（2020年3月24日）[16]
  - 超FUJI-Q! 2020 〜超十代の秋まつり〜（2020年9月21日）[85]
- シンデレラフェスvol.6（2019年4月3日）
- 東京ガールズコレクション
  - TGC teen 2019 Summer（2019年7月29日）
  - TGC teen 2019 Winter（2019年12月25日）[86]
  - TGC teen 2020 Summer online（2020年8月2日）[87]
- 東京ゲームショウ2023 TGS2023×AZUL BY MOUSSY Fashion Show（2023年9月22日～2023年9月23日）[88][89]
- 一日通信指令本部長（2025年1月12日）[90]

## 作品

### 楽曲
- あなたらしく輝いて（2019年、『南部九州総体 2019』公式応援ソング）[91]

### 参加楽曲
- 1PICTURE 1STORY「あの子になりたい (feat.40mP / 山之内すず)」（2022年4月30日、デジタルシングル）

### 書籍
- スタイルブック「すずのこと。」（2021年3月3日、宝島社）ISBN 978-4299011473